# أولاد بوراس (أولاد حسين)
أولاد بوراس (أولاد أبي رأس) هي إحدى مشيخات المملكة المغربية، تتبع جغرافيا و إداريا لإقليم الجديدة و لجماعة أولاد حسين. يقدر عدد سكانها بـ 5753 نسمة حسب الإحصاء الرسمي للسكان والسكنى لسنة 2004.